# L'Ombre qui tue
L'Ombre qui tue est le 1er album de la série de bande dessinée Jérôme K. Jérôme Bloche de Makyo, Serge Le Tendre et Alain Dodier. L'ouvrage est publié en 1985.

## Résumé
Jérôme K. Jérôme Bloche, un jeune homme de 20 ans, est un collectionneur de sirènes policières et un détective privé amateur. Il suit d’ailleurs des cours de détective par correspondance donnés par le professeur Maison.
Au moment où débute l’histoire, l’« ombre qui tue », un(e) tueur (tueuse) en série en est à sa quinzième victime. Pendant ce temps là, Jérôme reçoit son devoir no 28. Maison lui demande de le suivre. Au cours de cette filature, Maison est tué par l’« ombre qui tue », avec qui il avait rendez-vous ce soir-là. Avant de mourir, Maison avoue à Jérôme que l’« ombre qui tue » est un de ses élèves. Il donne à Jérôme les devoirs de ses élèves puis meurt.
Le lendemain, Jérôme K. Jérôme Bloche, commence son enquête. Il commence par l’élève Basile Rejeton, un professeur ayant écrit un livre, La mort gaie, mais très vite il s’aperçoit que c’est la mère de Basile qui suit ces cours de détective en empruntant le nom de son fils. Jérôme décide alors d’aller rendre visite au docteur Auch, un psychiatre qui est aussi l’un des élèves du professeur Maison. Mais au cours de cette visite le docteur Auch tue accidentellement un inconnu, qui, comme Jérôme le devinera, était simplement chargé d’enquêter sur le docteur.
Le soir même, le docteur Auch rend visite à Jérôme pour lui donner un livre qui est d’après lui la clé de l’énigme, mais Auch se fait tuer par l’« ombre qui tue ». En revanche Jérôme récupère le livre qui est celui écrit par Basile Rejeton. Celui-ci fait référence à une statuette de la tribu des indiens Tasamays Oroak qui a le pouvoir de faire rendre le passage de la vie à la mort plus agréable.
Au même moment, Jérôme reçoit une invitation de Basile Rejeton. Le lendemain, Jérôme se rend donc chez le professeur Rejeton et il pénètre dans la cave où est exposée la statuette dont il est fait mention question dans le livre. Mais le professeur arrive derrière lui et le menace d’une sarbacane. Il veut le tuer car il en sait trop. À ce moment, la porte derrière laquelle se tenait M. Rejeton, s’ouvre brutalement et Rejeton la reçoit dans le dos ; il avale la fléchette et meurt. Jérôme doit donc sa vie à l’élève du professeur Maison qui était chargée de le suivre.
La police classe l’affaire ; officiellement, l’« ombre qui tue » est Basile Rejeton. Mais pour Jérôme, il y a deux séries de meurtres : une, commise par Rejeton dont les victimes étaient des élèves du professeur Maison ainsi que ce dernier, et une autre dont les victimes étaient choisies au hasard.
Le même soir, Jérôme reçoit la visite d’Antonio Miraflorès, un journaliste péruvien. D’après lui, la statuette contiendrait un produit qui, ingéré par un mourant, donnerait des visions euphoriques et donnerait le sourire. Par contre si ce produit était absorbé par une personne en bonne santé, conduirait à une folie meurtrière, qui est le cas de l’ « ombre qui tue ».
Jérôme entreprend donc de dérober la statuette afin que l’« ombre qui tue » ne puisse prendre du produit nocif. Malheureusement, l’« ombre qui tue » est déjà là. S’ensuit une poursuite sur les toits de Paris qui se termine par la mort de l’ « ombre qui tue » qui est simplement la mère de Basile Rejeton qui absorbait du contenu de la statuette pour son bienfait sur ses rhumatismes. Basile avait voulu protéger sa mère des élèves du professeur Maison.
Jérôme peut enfin ouvrir son cabinet de détective, car le devoir donné par Maison était son devoir de fin d’études.

## Personnages principaux
Jérôme K. Jérôme Bloche 	Détective privé. Héros de la série,
Babette                   Hôtesse de l’air, amie de Jérôme,
Professeur Maison         Professeur d’un cours de détective par correspondance, il est le premier à découvrir qui est « l’ombre qui tue », il sera tué pour cela,
Madame Rejeton	        Élève du professeur Maison sous un nom d’emprunt qui est celui de son fils, mère de Basile Rejeton. C’est elle la vraie ombre qui tue,
Basile Rejeton 	        Fils de madame Rejeton, professeur à Sorbonne. Il devient la pseudo« ombre      qui tue » pour protéger sa mère des élèves du professeur Maison,
Docteur Auch 	        Élève du professeur Maison, psychiatre et victime de « l’ombre qui tue »,
Antonio Miraflorès 	Journaliste péruvien